# Vostochni (Krasnoarméiskaya, Krasnodar)
Vostochni (del ruso: Восточный) es un jútor del raión de Krasnoarméiskaya, en el sur de Rusia. Está situado en el delta del Kubán, 17 km al oeste de Poltávskaya y 55 al noroeste de Krasnodar, la capital del krai. Tenía 175 habitantes en 2010
Pertenece al municipio Staronizhestebliyevskoye.